# Diezmann
Diezmann, właściwie Dytryk (ur. 1260, zm. 10 grudnia 1307) – margrabia Łużyc 1288–1303, landgraf Turyngii od 1298 z dynastii Wettinów.

## Życiorys
Był młodszym synem margrabiego Miśni i landgrafa Turyngii, Albrechta II oraz Małgorzaty, córki cesarza Fryderyka II Hohenstaufa. Wraz ze starszym bratem Fryderykiem wystąpił przeciwko ojcu. W latach 80. XIII w. doszło do wojny obu braci z ojcem. Jej przyczyną były starania tego ostatniego o uznanie jego spadkobiercą ich młodszego brata przyrodniego. W efekcie ojciec musiał przyznać im w 1281 palatynat saski, a pod koniec lat 80. zgodził się na dopuszczenie synów do współrządów i zobowiązał się oddać im część Miśni. Zrealizowaniu tego ostatniego postanowienia zapobiegł kuzyn Fryderyk Tuta, który opanował ten teren. Jednocześnie, w 1288, Diezmann uzyskał po śmierci dziadka Henryka III Dostojnego Łużyce, mimo że Fryderyk Tuta próbował również to terytorium opanować.
Po śmierci Tuty w 1291 Fryderyk i Diezmann opanowali Miśnię – ojcu pozostawili wyłącznie Landsberg, który ten sprzedał margrabiom brandenburskim. Ostatecznie margrabią Miśni został Fryderyk, a Diezmann otrzymał tzw. Osterland. W 1293 zawarł układ z ojcem zapewniający mu następstwo w Turyngii. Jednak ojciec nie dotrzymał układu i w 1294 sprzedał Turyngię wybranemu w 1292 na króla Niemiec Adolfowi z Nassau. Król Adolf zgłaszał także roszczenia do Miśni, uważając, że po śmierci Tuty powinna ona powrócić jako opuszczone lenno do Cesarstwa. Pokonał wówczas braci odbierając Osterland Diezmannowi. Opuścili oni Miśnię: Diezmann udał się na Łużyce, a Fryderyk do swego szwagra, Henryka Karynckiego. 
Po śmierci Adolfa w 1298 bracia podjęli wojnę przeciwko jego następcy Albrechtowi I Habsburgowi. Zdołali opanować większą część Turyngii, choć wojna toczyła się ze zmiennym szczęściem. Albrecht oblegał nawet braci na zamku Wartburg. W 1303 Diezmann został zmuszony do sprzedaży Łużyc margrabiom brandenburskim. W 1307 bracia zdołali pokonać Albrechta i opanować Miśnię. Wkrótce potem, podczas ataku na Lipsk Diezmann zginął, a Fryderyk, po odsunięciu od władzy żyjącego wciąż ojca, został jedynym władcą Miśni i Turyngii.
W 1295 Diezmann poślubił Juttę z Hennebergu, jednak nie pozostawił po sobie żadnych spadkobierców.